# Diop
Diop ist ein häufiger senegalesischer Familienname.

## Namensträger
- Abdoulaye Makhtar Diop (* 1945), senegalesischer Politiker
- Abdulaye Yakhine Diop († 1943), senegalesischer Geistlicher
- Aïda Diop (* 1970), senegalesische Sprinterin
- Alice Diop (* 1979), französische Dokumentarfilmerin
- Alioune Diop (1910–1980), senegalesischer Essayist französischer Sprache, Politiker
- Aminata Diop, malische Flüchtling vor Weiblicher Genitalverstümmelung, Aktivistin
- Anna Diop (* 1988), senegalesisch-amerikanische Schauspielerin
- Awa Diop (1948–2021), senegalesische Politikerin
- Babacar Diop (* 1993), senegalesischer Fußballspieler
- Bineta Diop (* 1947), senegalesische Frauenrechtlerin
- Birago Diop (1906–1989), senegalesischer Schriftsteller, Erzähler und Dramatiker
- Birahim Diop (* 1979), senegalesischer Fußballspieler
- Boubacar Boris Diop (* 1946), senegalesischer Schriftsteller
- Caroline Faye Diop (1923–1992), senegalesische Politikerin, Witwe von Demba Diop
- Cheikh Anta Diop (1923–1986), senegalesischer Ägyptologe
- Clément Diop (* 1993), französischer Fußballtorhüter
- Dame Diop (* 1993), senegalesischer Fußballspieler
- David Diop (Schriftsteller, 1927) (1927–1960), senegalesischer Dichter
- David Diop (Schriftsteller, 1966) (* 1966), franko-senegalesischer Autor und Literaturwissenschaftler
- Demba Diop (1927–1967), senegalesischer Politiker
- DeSagana Diop (* 1982), senegalesischer Basketballspieler
- Djibril Diop Mambéty (1945–1998), senegalesischer Schauspieler und Regisseur
- Edan Diop (* 2004), französisch-senegalesischer Fußballspieler
- El Hadji Fine Diop (* 1994), senegalesischer Fußballspieler
- Fallou Diop, senegalesischer Jockey
- Ibou Diop (* 1979), deutscher Literaturwissenschaftler
- Ibrahima Diop (* 1992), senegalesischer Fußballspieler
- Issa Diop (Manager) (1922–1997), senegalesischer Manager und Politiker
- Issa Diop (Mediziner) (* 1922), senegalesischer Arzt und Dichter
- Issa Diop (Fußballspieler) (* 1997), französischer Fußballspieler
- Jo-Issa Rae Diop (* 1985), US-amerikanische Schauspielerin, Filmproduzentin, Drehbuchautorin und Regisseurin, siehe Issa Rae
- Khalifa Diop, senegalesischer Fußballspieler
- Khoudia Diop (* 1996), senegalesisches Model und Schauspielerin
- Lamine Diop, mauretanischer Fußballspieler
- Makhete Diop (* 1988), senegalesischer Fußballspieler
- Mamadou Diop (Basketballspieler, 1955) (* 1955), senegalesischer Basketballspieler
- Mamadou Diop (Basketballspieler, 1993) (* 1993), senegalesisch-spanischer Basketballspieler
- Mamadou Diop (Fußballspieler) (* 1984), senegalesischer Fußballspieler
- Mamadou Diop (General), senegalesischer General und Diplomat
- Mamadou Diop (Musiker) (* 1954), senegalesischer Musiker
- Mamadou Diop (Politiker, 1936) (1936–2018), senegalesischer Politiker
- Mamadou Diop (Politiker, 1949) (* 1949), nigrischer Politiker und Bankmanager
- Mamadou Traoré Diop († 2010), senegalesischer Dichter
- Mati Diop (* 1982), französische Regisseurin, Drehbuchautorin, Kamerafrau und Schauspielerin
- Mbissine Thérèse Diop, senegalesische Schauspielerin
- Mnaye Diop, senegalesischer Fußballspieler
- Moussa Diop, senegalesischer Fußballspieler
- Omar Blondin Diop (1946–1973), senegalesischer Intellektueller und politischer Aktivist
- Oumar Diop (* 1992), guineischer Fußballspieler
- Ousmane Diop (* 1975), senegalesischer Fußballspieler
- Ousseni Diop (* 1970), burkinischer Fußballspieler
- Papa Diop (* 1986), senegalesischer Fußballspieler
- Papa Bouba Diop (1978–2020), senegalesischer Fußballspieler

- Pape Diop (Politiker) (* 1954), senegalesischer Politiker
- Pape Cheikh Diop (* 1997), senegalesisch-spanischer Fußballspieler
- Pape Demba Diop (* 2003), senegalesischer Fußballspieler
- Pape Malick Diop (* 1974), senegalesischer Fußballspieler
- Pape Seydou Diop (* 1979), senegalesischer Fußballspieler

- Paul Diop (* 1958), malischer Judoka
- Saliou Diop (* 2005), senegalesischer Fußballspieler
- Serigne Saliou Diop (* 2003), japanischer Fußballspieler
- Sofiane Diop (* 2000), französischer Fußballspieler
- Sokhna Magat Diop († 2003), senegalesische Kalifin eines Zweigs der Muridiyya-Bruderschaft
- Wasis Diop (* ≈1952), senegalesischer Musiker